# جيما هنت
جيما هنت (بالإنجليزية: Gemma Hunt)‏ هي مقدمة تلفزيونية بريطانية، ولدت في 4 يناير 1983.